# Nysius monticola
Nysius monticola är en insektsart som beskrevs av William Lucas Distant 1893. Nysius monticola ingår i släktet Nysius och familjen fröskinnbaggar. Inga underarter finns listade i Catalogue of Life.